# ダーネル・ドケット
ダーネル・ドケット（Darnell Maurice Dockett 1981年3月27日 - ）はジョージア州アトランタ出身の元アメリカンフットボール選手。ポジションはディフェンシブエンド、ディフェンシブタックル。

## 経歴

### プロ入り前
13歳の時に母親が何者かに射殺され、その4ヶ月後には父親も癌で亡くなり、おじに育てられた。
メリーランド州のペイントブランチ高校からフロリダ州立大学へ進み4年間で10.5サック、247タックル（大学記録となる65ロスタックル）を記録した。3年次の2002年12月に万引きで逮捕されシュガーボウルを出場停止となった。社会奉仕活動などを行いチームに復帰した彼は4年次にアトランティック・コースト・カンファレンスの最優秀守備選手となったが素行などの評判が影響してかつてはNFLドラフト1巡目での指名が期待された彼は、2004年のドラフトでは3巡目64位でアリゾナ・カージナルスに指名され入団した。
この年のドラフトではラリー・フィッツジェラルド、カルロス・ダンスビー、アントニオ・スミスと彼の他にもチームの中心となる選手が指名されて入団した。

### アリゾナ・カージナルス
2007年、9サックをあげて初めてプロボウルに選出された。
2008年12月7日のセントルイス・ラムズ戦ではスティーブン・ジャクソンがファンブルしたボールをリカバーしタッチダウンをあげた。この試合の勝利でチームは1975年以来33年ぶりとなる地区優勝を果たした。この試合で彼は喜びを表すセレブレーションパフォーマンスをしたことでNFLから1万ドルの罰金を命じられた。シーズン最終週、シアトル・シーホークス戦ではマット・ハッセルベックのパスをインターセプトして勝利を決定づけた。この年チームは地区優勝を果たし、第43回スーパーボウルで彼はベン・ロスリスバーガーをスーパーボウル記録タイとなる3回サックしたがチームは敗れた。その後チームに契約の見直しを要求、5月に行われたミニキャンプをアンクワン・ボールディンと共に欠席した。
2009年、第14週のデンバー・ブロンコス戦ではダリル・ワシントンがインターセプトリターンし、ゴール前1ヤード地点でファンブルしたボールをリカバー、タッチダウンをあげた。この年、51タックル、7.0サックの活躍を見せて2度目のプロボウルに選出されたがジュリアス・ペッパーズ、ジェイ・ラトリフと背番号90がかぶった。
2010年シーズン開幕前に2015年までの契約延長に合意した。この年のNFCチャンピオンシップゲームで途中でサイドラインに下がったシカゴ・ベアーズのQBジェイ・カトラーに対して批判的なコメントをTwitterで行っている。
2013年、4.5サックをあげて、NFL6位のチームディフェンスに貢献した。
2004年から2013年までの10シーズン、160試合中わずか2試合しか欠場せず、156試合に先発出場した。
2014年8月18日、練習中にACLを断裂し、シーズン絶望となった。
2015年2月27日、680万ドルのサラリーキャップスペースを空けるため、カージナルスから解雇された。

### カージナルス退団後
2015年3月、サンフランシスコ・フォーティナイナーズと2年750万ドル（200万ドルの保証）で契約を結んだ。しかし9月にリリースされた。
2016年にカージナルスと1日契約を結び、現役から引退した。

## 人物
全身に200から300ほどタトゥーを入れている。